# Peter Warner
Peter Warner (* 1. März 1939 in Colliers Wood, London; † 22. September 2007) war ein britischer Tierillustrator. Sein Hauptaugenmerk galt den Katzen.

## Leben
Warner war der Sohn von Horace Leonard und Queenie Rosalind Warner. Sein Vater leitete ein Klavierrestaurationsgeschäft in Streatham, Süd-London. Seine Mutter war Künstlerin. Bedingt durch die Reisen seiner Eltern in England und Europa wurde Warners Bewusstsein für Kunst, Musik und Handwerk früh geschärft. 
Warner verbrachte seine Kindheit während der Kriegsjahre in Ost-Mitcham bis schwere Bombenangriffe in der Gegend im Juni 1944 seinen Großvater mütterlicherseits töteten und das Gehör seines Bruders David zerstörten. Die Familie wurde nach Sussex evakuiert und war gezwungen, den Rest des Sommers in einem Zelt zu leben.
Warners Interesse an der Tierwelt wurde geweckt, als er von Mitcham Common nach Tatsfield zog. Er besuchte von 1950 bis 1956 die Pollards Hill Primary School und die Caterham School, ab 1956 die Wimbledon School of Art, wo er 1960 das Nationaldiplom in Design und Malerei erwarb, ab 1960 die Royal Academy Schools, wo er 1963 in Kunst diplomiert wurde, und ab 1974 das Croydon College of Art, wo er 1975 das Intensive Printmaking Course Diploma erhielt.
Warner erhielt Stipendien der Caterham, Wimbledon und Royal Academy Schools und gewann zahlreiche Auszeichnungen. 
Ursprünglich hatte Warner nicht die Absicht, Illustrator zu werden, aber nach Abschluss seines Studiums wurde er von einer Freundin, deren Vater Verlagsleiter bei Hamish Hamilton in London war, davon überzeugt, einige Kinderbücher zu illustrieren. Von dort aus entwickelte sich seine Karriere im Laufe der Jahre mit Aufträgen aus Frankreich und Japan. Er illustrierte über 50 Kinderbücher beziehungsweise Bücher über Wildtiere, darunter fünf Hauptwerke über Wildkatzen und Hauskatzen. Zu seinen bekanntesten Werken zählen Katzenporträts für die Firmen Whiskas und Friskies sowie Hundeporträts für die Firma Hush Puppies.
Neben seiner Tätigkeit als Künstler war Warner Klarinettist.

## Illustrierte Werke (Auswahl)
- William Mayne: No More School, Hamish Hamilton, London, 1965
- Jacynth Hope-Simpson: Edge of the World, Hamish Hamilton, London, 1966
- Hugh Sturton: Zomo the Rabbit, Hamish Hamilton, London, 1966
- Ethel Collier: The Gypsy Tree, Hamish Hamilton, London, 1967
- Gwen Westwood: Narni of the Desert, Hamish Hamilton, London, 1967
- Alan C. Jenkins: The Magic Bullet, Hamish Hamilton, London, 1968
- Helen Kay: A Name for little No-Name, Abelard-Schuman, London, New York, 1968
- Michael Boorer: Wild Cats, Paul Hamlyn, London, 1969 (deutsch: Wildkatzen, Übersetzung von Monika Wächter und Lothar Dittrich, Delphintaschenbuch in Farbe Nr. 8, 1970)
- Christine Metcalf: Cats, Paul Hamlyn, London, 1969
- Trewin Coppleston: Learning With Colour: Architekture The Great Art of Building, Paul Hamlyn, London, 1969
- Christine Metcalf: Cats – History / Care / Breeds – A Grosset All-Color Guide, Grosset & Dunlap, New York, 1970 (deutsch: Katzen – Rassestandards und Haltung im Haus, Übersetzung von Wolfram Rietschel, Delphin-Verlag München, Zürich, 1979)
- R. E. Jackson: The Wheel of the Finfolk, Chatto and Windus Ltd, London, 1972
- Cathy Jarman: Atlas of Animal Migration, The John Day Company, New York, 1972
- Brian Reed: Locomotives in Profile: Volume Two, Profile Publications, UK, 1972
- Sally Walters und Michael Wright: The Book of the Cat, Pan Books, London & Sydney, 1980
- Joe Firmin: Fact Finders Sea Birds, Macmillan Educational, Great Britain, 1980
- Howard Loxton: Guide To The Cats of the World, Treasure Press, 1984
- Perfect Cats; A Definitive Guide To The World's Domestic Breeds, Pan MacMillan, United Kingdom, 1990
- Howard Loxton: The Magna Illustrated Guide to Cats of the World, Magna Books, 1993
- Lucy Danials: Seal on the Shore, Hodder Children’s Books, London, 1997
- Suzanne Smither: Cat Talk! A Lighthearted Look At Living with Cats, Globe Communications, New York, 1999
- Marilyn Edwards: The Cats of Moon Cottage, Hodder & Stoughton, 2003 (deutsch: Die Katzen von Moon Cottage, Verlag Ehrenwirth, 2009)
- Marilyn Edwards: More Cat Tales from Moon Cottage, Hodder & Stoughton, 2004
- Marilyn Edwards: The Cats on Hutton Roof, Hodder & Stoughton, 2005
- Marilyn Edwards: The Coach House Cats, Hodder & Stoughton, 2006